# Mitaka (stacja kolejowa)
Mitaka (jap. 三鷹駅 Mitaka-eki) – stacja kolejowa w Mitace, Tokio. Została otwarta 25 czerwca 1930.